# Pier Giorgio Micchiardi

Bischofswappen von Pier Giorgio Micchiardi

Pier Giorgio Micchiardi (* 23. Oktober 1942 in Carignano) ist ein italienischer Geistlicher und emeritierter römisch-katholischer Bischof von Acqui.

## Leben
Pier Giorgio Micchiardi empfing am 26. Juni 1966 die Priesterweihe.
Papst Johannes Paul II. ernannte ihn am 21. Dezember 1990 zum Weihbischof in Turin und Titularbischof von Macriana Maior. Der Erzbischof von Turin, Giovanni Saldarini, spendete ihm am 13. Januar des nächsten Jahres die Bischofsweihe; Mitkonsekratoren waren Livio Maritano, Bischof von Acqui, und Erzbischof Zenon Grocholewski, Sekretär der Apostolischen Signatur.
Am 9. Dezember 2000 wurde er zum Bischof von Acqui ernannt und am 4. Februar 2001 in das Amt eingeführt.
Pier Giorgio Micchiardi engagiert sich für zahlreiche sozialen Projekte im Heiligen Land. Er ist Mitglied des Ritterordens vom Heiligen Grab zu Jerusalem und Prior der Komturei Piemont.
Am 19. Januar 2018 nahm Papst Franziskus seinen altersbedingten Rücktritt an.